# مدیون

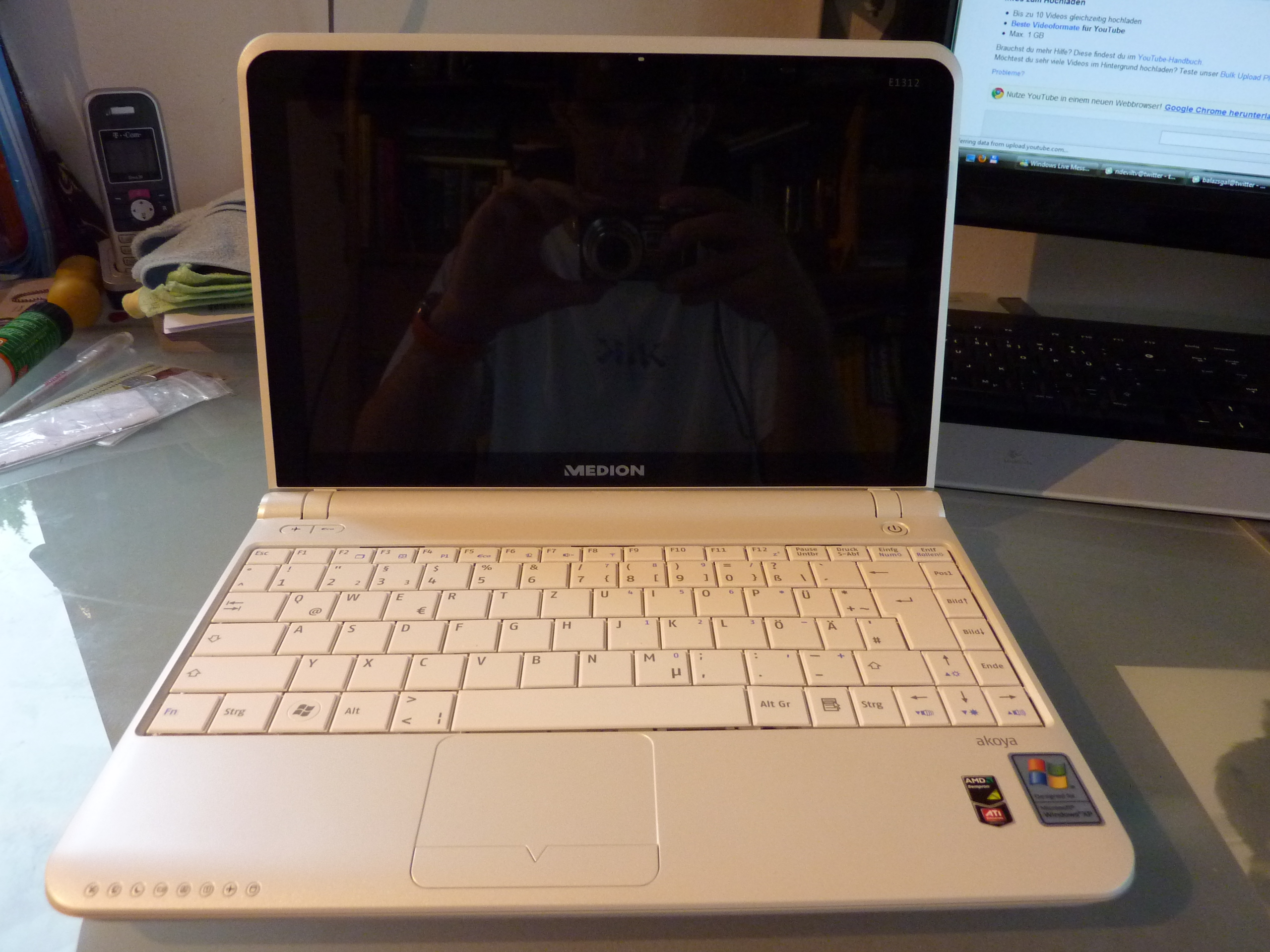
یکی از محصولات مدیون

مدیون آ-گ (به آلمانی: Medion AG) یک شرکت آلمانی سازندهٔ وسایل الکترونیکی است. این شرکت، در اروپا، آمریکا، استرالیا و خاور دور فعال است. رایانه‌های شخصی رومیزی و کیفی و نیز دوربین دیجیتال، تلویزیون، یخچال و همچنین تجهیزات بدنسازی از عمده‌ترین تولیدات این شرکت می‌باشند. دفتر مرکزی این شرکت، در شهر اسن قرار دارد.